# مؤسسة بنتون
مؤسسة بنتون هي منظمة غير ربحية أنشأها السيناتور الأمريكي السابق وليام بنتون وزوجته هيلين همنغواى بينتون. وعمل ابنهما تشارلز بينتون رئيساً لمجلس الإدارة والرئيس التنفيذى حتى وفاته في عام 2015.
وكانت مؤسسة بنتون مالكة لموسوعة بريتانيكا من عام 1974 حتى عام 1996، عندما تم شراؤها من جاكوى صفرا. وتم الإعلان عن تشكيل مؤسسة بنتون في حفل الذكرى المئوية الثانية لبريتانيكا في عام1968. وتم إعادة مهمة هذة المؤسسة إلى حد ما في عام 1981 من قبل تشارلز بنتون، ولكنه كان يركز دائماً على استخدام وسائل الإعلام للصالح العام، وخاصة لأغراض التعليم.
في السنوات الأخيرة، اشتهرت المؤسسة بدعمها للفجوة الرقمية و المطالبة بالمسؤلية العامة من قبل وسائل الإعلام. وقد ضغطت مؤسسة بنتون على سياسة وطنية واسعة النطاق على أعلى مستويات الحكومة الأمريكية. كما ضغطت على لجنة الاتصالات الفيدرالية لتحديد التزامات المصلحة العامة لمذيعي التليفزيون الرقمى.
وأخيراً، قامت برعاية دراسات تشير إلى أن تركيز ملكية وسائل الإعلام في أيدى قلة ليس في مصلحة الولايات المتحدة.